# ستارك يونغ
ستارك يونغ (بالإنجليزية: Stark Young)‏ (11 أكتوبر 1881، كومو في الولايات المتحدة - 6 يناير 1963، أوستن في الولايات المتحدة)؛ رسام، صحفي وروائي أمريكي.

## روابط خارجية
- ستارك يونغ على موقع قاعدة بيانات برودواي على الإنترنت (الإنجليزية)
- ستارك يونغ على موقع إن إن دي بي (الإنجليزية)